# Antiquarium statale di Numana
L'Antiquarium statale di Numana, in Provincia di Ancona, è un museo archeologico che raccoglie numerosi reperti rinvenuti a Sirolo e Numana, uno dei più importanti centri piceni dell'età protostorica, tra cui una parte del ricco corredo di una tomba femminile a circolo, detta "della Regina", ritrovata in località "I Pini di Sirolo".
Dal dicembre 2014 il Ministero per i beni e le attività culturali lo gestisce tramite il Polo museale delle Marche, nel dicembre 2019 divenuto Direzione regionale Musei.

## Collezioni
Sono visibili splendide suppellettili bronzee e fittili, i resti di due carri e alcune testimonianze del municipio romano che sostituì l'insediamento piceno.
La visita si integra con quella all'area della necropoli I Pini, dove è possibile vedere quanto resta della "tomba della Regina"